# Boris Blacher
Boris Blacher est un compositeur allemand, né le 6 janvier 1903 à Newchwang, aujourd'hui Yingkou en Chine, et mort le 30 janvier 1975 à Berlin.

## Biographie
Dans sa jeunesse, il fit ses études musicales à Reval (aujourd'hui Tallinn en Estonie), à Irkoutsk (en Sibérie) et en Chine, au gré des déplacements familiaux. Il étudia également l'architecture et les mathématiques à la Technische Hochschule de Berlin en 1922, et à partir de 1924, la musicologie avec Schering, Blume et von Hornbostel à l'université. En composition, il fut l'élève de Friedrich Ernst Koch à la Musikhochschule. En 1938 et 1939, il enseigne la composition au conservatoire de Dresde, puis après-guerre, à la Musikhochschule de Berlin-Ouest (1948). Il dirigera cet établissement pendant dix-sept ans, de 1953 à 1970. Parmi la longue liste de ses élèves, citons Gottfried von Einem, Isang Yun, Claude Ballif, Klaus Huber, Aribert Reimann, Kalevi Aho, Herbert Kegel, George Crumb, Noam Sheriff.
Son langage est polytonal ou parfois dodécaphonique, notamment dans son ballet Lysistrata (1950) et son opéra Rosamunde Floris (1960).
Le style qui caractérise la musique de Blacher est la concision et la prédominance du rythme. Il est l'auteur d'une technique rythmique dénommée « les mètres variables », fondée sur des séries mathématiques préétablies consistant en changements systématiques de mesure. La première œuvre utilisant ce modèle est Ornamente pour piano (Sieben Stüden über variable Metren) (1950). Plus tard, d'autres compositeurs utiliseront ce modèle.
D'autres influences, comme le jazz, sont perceptibles dans Jazzkoloraturen (1929) et 2 Poems for Jazz Quartet (1957). Dans les années 1960, Blacher expérimente aussi les techniques électroniques : Elektronische Studie (1962), Multiple Raumperspektiven.
Boris Blacher fut marié à la pianiste Gerty Herzog (de) qui créa plusieurs de ses œuvres.
Il est enterré au cimetière boisé de Berlin-Zehlendorf.

## Compositions
- Habemeajaja. opéra de chambre (1929) UA: 1987
- Jazz-Koloraturen pour soprano, saxophone alto et basson (1929)
- Quatuor à cordes no 1 (1929-30)
- Gesang der Rotationsmaschinen pour chœur mixte (1930)
- Concerto pour 2 trompettes et 2 orchestres à cordes (1931)
- Kleine Marschmusik pour orchestre (1932)
- Kurmusik pour petit orchestre (1933)
- Divertimento pour orchestre à cordes (1935)
- Fest im Süden. Tanzdrama (1935)
- Divertimento für sinfonisches Blasorchester (1936)
- Concertante Musik pour orchestre (1937)
- Rondo pour orchestre (1938)
- La Vie. Scènes de danses pour orchestre (1938)
- Estnische Tänze für 10 Bläser (1938)
- Fürstin Tarakanowa. Opéra (1940)
- Quatuor à cordes no 2 (1940)
- Hamlet. Poème symphonique pour grand orchestre (1940)
- Symphonie Nr. 2 in D (1942)
- Romeo und Julia. Opéra de chambre (1943)
- Quatuor à cordes no 3 (1944)
- Partita für Streicher und Schlagzeug (1945)
- Chiarina. Ballet (1946)
- Der Großinquisitor.  Oratorio (1942, UA 1947)
- Die Flut. Opéra (1946-47)
- Concerto pour piano no 1 (1947)
- Paganini-Variationen pour orchestre (1947)
- Die Nachtschwalbe, Dramatisches Nocturno (UA 1948)
- Concerto pour violon et orchestre (1948)
- Hamlet. Ballet (1949)
- Preußisches Märchen. Opéra-ballet (1949)
- Lysistrata. Ballet (1950)
- Ornamente. 7 Études pour piano en mètres variables (1950)
- Sonate pour violon seul (1951)
- Quatuor à cordes no 4 Epitaph (1951)
- Concerto pour piano no 2 (en mètres variables) (1952)
- Preußisches Märchen, opéra ballet (1952)
- Abstrakte Oper Nr. 1, opéra (1953/57)
- Concerto pour alto et orchestre (1954)
- Zwei Inventionen pour orchestre (1954)
- Hommage à Mozart (1956)
- Music for Cleveland (1957)
- Aprèslude. 4 Lieder d'après Gottfried Benn (1958)
- Requiem (1958)
- Rosamunde Floris. Opéra (1960)
- Jüdische Chronik. (1961)
- Multiple Raumperspektiven für Klavier und drei Klangerzeuger (1962)
- Studie in Schwarz (1962)
- Glissierende Deviationen (1962)
- Der Astronaut. Major Cooper umkreist die Erde. Elektronische Raumstudie (1963)
- Skalen 2:3:4 (1964)
- Zwischenfälle bei einer Notlandung. Oper (1964)
- Concerto pour violoncelle et orchestre (1964)
- Tristan. Ballet (1965)
- Oktett für Klarinette, Fagott, Horn und Streichquintett (1965)
- Variationen über ± 1 für Streichquartett und Jazz-Combo (1966)
- Quatuor à cordes no 5  «Variationen über einen divergierenden c-moll-Dreiklang»(1967)
- Ariadne, opéra (1968)
- 200.000 Taler, opéra (1969)
- Musik für Osaka (1970)
- Concerto pour clarinette et orchestre de chambre (1971)
- Blues, Espagnola und Rumba philharmonica pour 12 violoncelles (1972)
- Yvonne, Prinzessin von Burgund. Opéra (1973)
- Poème pour grand orchestre (1974)
- Vingt-quatre Préludes pour piano (1974)

## Honneurs
- Prix Bach de la Ville libre et hanséatique de Hambourg (1957)[1]